# Arnold Kitzmann
Arnold Kitzmann (* 21. November 1943 in Schrimm) ist ein deutscher Psychologe, Personalentwickler und Berater.

## Leben
Arnold Kitzmann studierte an der Westfälischen Wilhelms-Universität Münster Psychologie und schloss 1971 mit Diplom ab. Im Anschluss arbeitete er als Wissenschaftlicher Mitarbeiter an der Universität Ulm und promovierte dort 1973. Er absolvierte eine Weiterbildung zum Psychotherapeuten und arbeitete mehrere Jahre in den Bereichen Coaching, Beratung, Therapie und Training. 1975 gründete er das Management-Institut Dr. A. Kitzmann mit Sitz in Münster. Er ist seither dort als geschäftsführender Inhaber tätig; seine Kinder Gunnar Kitzmann und Jana Völkel-Kitzmann traten dem Unternehmen im Jahr 2006, bzw. 2007 als Co-Geschäftsführer und Mitgesellschafter bei. Er verkaufte die seine Anteile an der Firma 2023 und ist seither als freier Autor beschäftigt.

## Mitgliedschaften
- Berufsverband Deutscher Psychologinnen und Psychologen (BDP)
- Qualitätsgemeinschaft internationaler Wirtschaftstrainer
- Deutscher Marketing Verband
- Gesellschaft für Arbeitsmethodik

## Schriften
- Massenpsychologie und Börse. Gabler-Verlag, Wiesbaden 2009, ISBN 978-3-8349-0297-9.
- Persönliche Arbeitstechniken und Zeitmanagement. Expert-Verlag, Ehningen 1992, ISBN 3-8169-0430-0.
- Das Assessment-Center, Personalauswahl und Personalförderung. Bayrische Verlagsanstalt, Bamberg 1990, ISBN 3-87052-709-9.
- Grundlagen der Personalentwicklung. Lexikaverlag, Weil der Stadt 1982, ISBN 3-88146-451-4.